# کاسموپلیس (واشینگتن)
کاسموپلیس (به انگلیسی: Cosmopolis) شهری در شهرستان گریز هاربر ایالت واشینگتن است که در سرشماری سال ۲۰۱۰ میلادی، ۱۶۴۹ نفر جمعیت داشته است.